# 有機塩基
有機塩基（ゆうきえんき、Organic base）は、塩基として用いられる有機化合物を指す呼称である。プロトンを受容するブレンステッド塩基を指す場合が一般的。
有機塩基として用いられる化合物の多くは窒素原子を含むアミンあるいは複素環式化合物で、窒素上に容易にプロトンを受容してアンモニウムなどのカチオン（共役酸）となる。ピリジンやトリエチルアミンなどは反応溶媒を兼ねて用いられることがある。
フォスファゼン誘導体や Verkade塩基など、リンをプロトン受容中心とする有機塩基も用いられる。

## 例
- ピリジン
- トリエチルアミン
- ジアザビシクロウンデセン
- 1,8-ビス(ジメチルアミノ)ナフタレン
- ヒスチジン